# 新東京ビルヂング

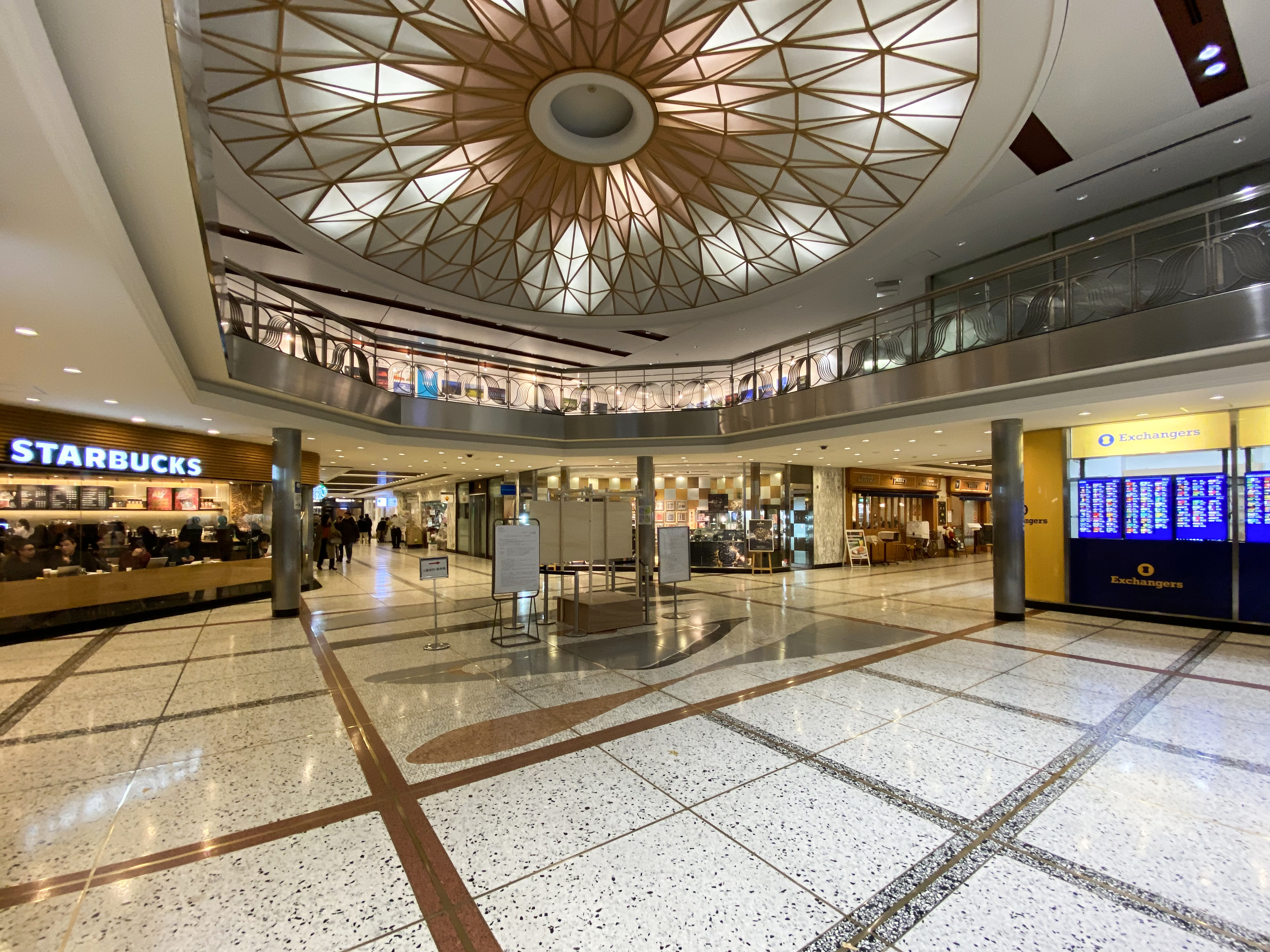
1階商店

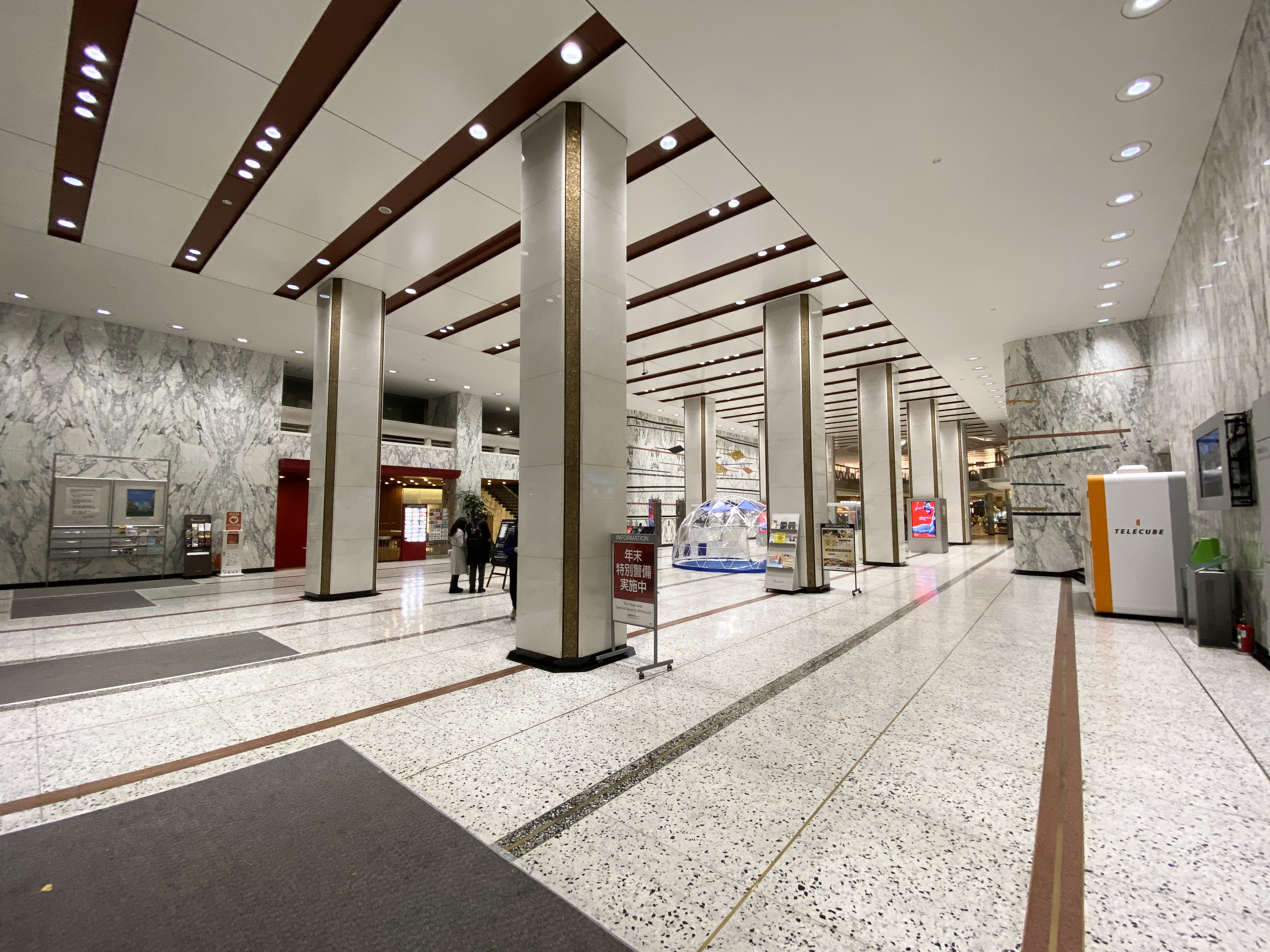
大堂

新東京ビルヂング（しんとうきょうビルヂング）は、東京都千代田区丸の内三丁目に所在するオフィスビルである。

## 歴史
日興証券（現 SMBC日興証券）は昭和30年代前半の岩戸景気で業容を拡大していたことから、事務所を賃借していた三菱地所に対しスペース拡大の強い要望を出していた。これに応じるべく、1896年竣工の三菱東7号館、1912年竣工の三菱仲6号館、1910年竣工の三菱仲8号館、および1914年竣工の三菱21号館の建替えを決定した。このうち南東側にあたる21号館はテナント移転の都合で第2期計画として建設されることとなった。1961年8月より東7号館、仲6号館、仲8号館が順次解体されたが、岩戸景気がもたらした輸入の増加により国際収支が悪化。政府は「建設投資調整協議会」を設置し、不要不急の一定規模の建設投資を抑制する方針を示した。三菱地所は、本建替え案を含む丸の内の改造は、駐車場設置・丸の内仲通りの拡幅による交通対策や、地下に東京電力の変電所を設けるなど公益に資するとして、建設省の担当部署である住宅局と協議を重ねた。その結果、三菱21号館部分の建設を延期することで工事継続の了承が得られた。1961年11月15日に地鎮祭を挙行。大成建設により施工され、東側を上にしたL字型の建物として1963年6月24日に竣工。「新東京ビルヂング」と命名された。その間の1962年秋には輸出が改善したことから建設投資抑制政策は解除され、1963年9月からは21号館の解体にも着手し、1965年4月28日に全面完成。同年5月には低層階の商店街もオープンした。建物内に矢橋六郎作のモザイク画「彩雲流れ」がある。

### 大規模リニューアル
三菱地所では、2020年代における丸の内エリアのまちづくりについて、「丸の内NEXTステージ」と位置づけていて、当ビルも2022年8月から、大規模なリニューアルを実施し、2024年7月頃に1階の北西角地のおよそ1,000㎡の大規模な店舗の区画に加え、3階と5階をリニューアルする工事を完了し、そこには、およそ30点のアート作品を展示した。また、「オフィスワーカーだけでなく、すべての来街者に開かれた楽しめる」ビルを目指して、2階以上のエレベーターホールにラウンジスペースを設けるとともに、各階で異なるコンセプトや過ごし方が楽しむことができるフロアデザインに生まれ変わった。それに、「ヴィーガンレザー（動物由来の原材料を使わずにつくられた人工的な皮革）」を用いた什器やリサイクル素材を用いた壁面タイルを使用すると共に、昭和30年代（1955年から1964年）のモダニズム建築の特徴の一つである横連窓のデザインを残して、窓ガラスの部分をLow-E複層ガラスに全面更新することによって、熱負荷の低減を図り、環境に配慮することを重視したリノベーションを行う。
全体のリニューアル工事は2025年度に完了する予定。

## テナント
当初の予定通り日興証券本店が入居したほか、解体された旧建物のテナントも規模を拡大して再び入居した。2016年現在、SMBC日興証券本店のほか吉野石膏本社などが入居する。
地下に東京駅（京葉線）出入口がある。